# Parapheromia gicaria
Parapheromia gicaria là một loài bướm đêm trong họ Geometridae.